# Julia Vargas-Weise
Julia Vargas-Weise (Juliska Varga Neumann) (Cochabamba, Bolívia, 1942 - Girona 1 d'abril de 2018) va ser una fotògrafa, guionista, educadora i directora de cinema boliviana.

## Biografia
Procedent d'una família d'origen jueu que va fugir del nazisme i va acabar escampada pel món en una diàspora, va ser una veritable lluitadora compromesa amb els drets de les dones, els infants, els miners i els més desposseïts de la seva terra natal, Bolívia. Es va formar professionalment a la École des Arts et Métiers a Vevey, a Suïssa. Fou coneguda per ser la primera dona fotògrafa de Bolívia. Per a ella la fotografia era “plaer estètic i immersió social alhora”. L'exercici de la fotografia la va portar a prendre consciència de les seves arrels i el patiment del seu poble, descobrint “les misèries, belleses i contradiccions” de Bolívia, retratant la vida quotidiana del seu país i les seves tradicions, com el Carnaval d'Oruro. Des de 1963 va exposar les seves instantànies a Europa, els EUA i l'Amèrica Llatina, en més de 30 mostres. El 1988 va publicar el llibre Fotografía Tierra Adentro.
El 1980 va crear i dirigir "AVE", una ONG dirigida a l'ajuda de nens i adolescents treballadors. El 1991, Vargas-Weise es va iniciar com a realitzadora de curts, però, el 1984 ja havia estat la realitzadora de la fotografia fixa per a la pel·lícula Els germans Cartagena, del director Paolo Agazzi. Segons va admetre, no estava en els seus plans ser directora de cinema, volia ser directora de fotografia, però, la manca d'oportunitats la va portar a aprendre sobre realització i escriptura de guions.
Vargas es va traslladar a viure a Catalunya el 2013 i va residir amb el seu company, l'escultor i documentalista Joan Garcia i Codina a Girona. Va fotografiar la lluita veïnal de la Barceloneta contra la pressió turística i darrerament estava molt implicada en la denúncia de la repressió de l'1 d'octubre. Darrerament, tots dos estaven rodant un documental sobre la censura, en el qual havien d'intervenir Pablo Hasél i Bea Talegón.
Vargas dominava diverses llengües, com el quítxua, el francès, l'anglès, l'italià, l'hongarès, el castellà i també el català. Va morir sobtadament l'1 d'abril a causa d'un aneurisma mentre treballava en la selecció de les seves fotografies per a una exposició retrospectiva.

## Filmografía[2]
- Esito sería... (2004)
- Patricia, una vez basta (2006)
- Carga sellada (2015), precandidata a mejor película extranjera en los premios Óscar

## Reconeixements
- “Carga Sellada” Candidata por Bolivia en el Oscar y en el Goya 2017.
- Mejor Director por “Carga Sellada” Marbella International Film Festival 2016
- Mejor Fotografía por “Carga Sellada” Erkuleni Film Festival 2016.
- Premio Especial del Jurado por “Carga Sellada” India International Film Festival of Goa, 2015. Premi "Aporte al Cine y al Audiovisual Boliviano" (2017) en el 17é Festival Internacional de Cinema de Santa Cruz (Fenavid).[4]